# Noaptea e făcută pentru... a visa
Noaptea e făcută pentru... a visa (titlul original: în italiană La notte è fatta per... rubare) este o comedie polițistă italo-spaniolă, realizat în 1967 de regizorul Giorgio Capitani protagonisti fiind actorii Catherine Spaak, Philippe Leroy, Gastone Moschin și José Calvo. Este un film plin de suspansuri în jurul unui model „ultra sigur” de casă de bani.

## Conținut
Bătrânul bijutier Chevalier din Monte Carlo plonjează în minunata Mare Mediterană și dus a fost. A lăsat în urmă o avere frumoasă cât și o văduvă tânără, un nepot înglodat în datorii și trei mătuși în vârstă, pe scurt, o ceată de moștenitori la care ranchiuna și invidia sunt în floare.
Dar bijutierul înainte de a fi părăsit această lume, a făcut ceva ce să îngreuneze cumplit situația: a cumpărat o casă de bani care este imposibil de spart și este cea mai sigură din lume. De un asemenea safe sigur evident că societățile de asigurări nu au nici un interes pentru că nimeni nu s-ar mai asigura, de asemenea nici spărgătorii, pentru că ar rămâne fără de pâine. Pe de altă parte, firma producătoare de safeuri, face tot posibilul ca să își facă produsul cât mai popular. Astfel în film, fiecare grup de interese vânează pe celălalt, firma producătoare pe gangsteri și viceversa, asiguratorii pe  mătuși și invers, nepotul pe văduvă iar văduva pe nepot și așa mai departe...

## Distribuție
- Catherine Spaak – Valentine
- Philippe Leroy – George
- Gastone Moschin – comisarul Simon
- José Calvo – Martin
- Antonio Casagrande – Totonno
- Juanjo Menéndez
- Cesare Gelli – John
- Maria Cumani Quasimodo – Olga
- Gianni Bonagura – notarul Jacques Gaspard
- Marianne Leibl

## Vezi și
- Listă de filme străine până în 1989

## Legături externe
- Noaptea e făcută pentru... a visa la Internet Movie Database